# شخصيات في روميو وجولييت
تضم مسرحية روميو وجولييت لوليم شكسبير مجموعة متنوعة من الشخصيات، بالإضافة إلى أبطال المسرحية المعروفين، روميو مونتاج وجولييت كابوليت، تحتوي المسرحية على أدوار لأفراد عائلاتهم وأسرهم: الأمير إسكالوس حاكم المدينة وصديقه الكونت باريس وشخصيات أخرى مختلفة من مدينة فيرونا. 

## عائلة اسكالوس

### أمير فيرونا
إسكالوس أمير فيرونا هو محلل المشاكل بين العائلات المتناحرة. وهو ينحدر من عائلة سكاليغيري التي حكمت فيرونا، على الأرجح في عصر البطريرق برثلماوس الأول. وقد كان إسكالوس يمثل السلطة في فيرونا. 
لم يظهر اسكالوس سوى ثلاث مرات في النص فقط لإدارة العدالة بعد الأحداث الرئيسية في مواقف العداء بين حزبي كابوليت ومونتاج. حيث عاقب كلاً من حزبي كابوليت ومونتاج على الخلاف بين تيبالت وبينفوليو، وعدد قليل من الخدم. بعد ذلك يعود بعد فوات الأوان لوقف المشاجرات القاتلة بين تيبالت وميركيتيو، ومن بعدها بين تيبالت ووروميو. 
فيما بعد يستعد إسكالوس لإعدام روميو بسبب قتل تيبالت، لكنه يخفف الحكم إلى النفي من فيرونا، وذلك عندما شهد بنفوليو على أن تايبالت هو من بدأ المشاجرة وقتل ميركيتيو، أحد أقرباء الأمير. بعد ذلك يصرخ في اللورد مونتاج للانخراط والتدخل في العداء بينهم، حيث كان هو السبب الرئيسي الذي أدى إلى قتل كلاً من تيبالت وميركيتيو. 
بعد ذلك الأمير إسكالوس يعود في المشهد الأخير- في أعقاب الانتحار المزدوج لروميو وجولييت، حيث يعلن ان اللورد مونتاج واللورد كابوليت هما السبب في وفاة روميو وجولييت، ويخبرهم بغضب أن عداءهم عديم الفائدة أدى إلى وفاة ليس فقط أحبائهم (السيدة مونتاج وروميو وجوليت وتيبالت)، ولكن أيضًا أدت إلى وفاة أحبائه هو كذلك وهم (باريس وميركيتو). أصدر الأمير إسكالوس عفواً لفريار لورانس لدوره في وفاة جولييت. ويلعن ان العداء هو الذي قتل روميو وجولييت الذي يشعر بالحزن حقًا لاجله، قبل أن يتصالح اللوردات مع بعضهما البعض. في النهاية، يصبح الأمير إسكاليس سعيدًا للغاية لأن الخلاف قد انتهى، حتى لو كان بثمن باهظ، حيث انه انتهى في وقت متأخر.

### الكونت باريس
يظهر باريس لأول مرة في الفصل الأول، المشهد الثاني، حيث يعرض على جوليت ان تكون زوجته وأم أولاده. يظهر والد جولييت، كابوليت، ويطلب منه الانتظار حتى تكبر أكثر. بعد ذلك يدعو كابوليت باريس لحضور حفلة عائلية في ذلك المساء، ويمنح الإذن له بالتقرب والتودد لجولييت. غير أن جولييت ترفض في وقت لاحق من المسرحية أن تصبح «عروساً سعيدة» لباريس بعد أن يموت ابن عمها تيبولت على يد روميو، معلنة لأول مرة أنها تحتقر باريس ولا تريد شيئاً منه. مما جعل كابوليت يهددها بتعرضها للذل إذا لم تتزوج باريس، ثم يضربها ويدفعها نحو الأرض. بعد ذلك تقوم والدة جولييت أيضاً بإدارة ظهرها عن جولييت بعد وقت قصير من خروج كابوليت من المشهد. ثم بعد ذلك، في زنزانة فريار لورانس في الكنيسة، حاول باريس أن يتودد إلى جولييت مرارًا وتكرارًا ويطلب منها ان يتزوجها يوم الخميس. من ثم يقبلها ثم يترك الزنزانة، مما دفع جولييت للتهديد بقتل نفسها.

### ماركيشيو
ماركيشيو أحد أصدقاء روميو المقربين، وكان يتوسل إلى روميو ان ينسى حبه لفتاة تدعى روزالين ويأتي معه إلى حفلة تنكرية في قصر اللورد كابوليت، من خلال استخدامه لخطاب الملكة ماب. وهناك، احيا ميركوتيو وأصدقاءه الحفل، في حين كان روميو منشغل بجولييت، ابنة كابوليت، حيث وقع في حبها، في الوقت الذي انهى فيه علاقته مع روزالين. عندما رأى ماركيشيو صديقه روميو في اليوم التالي، سعد أنه رجع إلى طباعه القديمة مرة أخرى، وظلا يرددان النكات البذيئة على ممرضة جولييت.
بعد أن تلقى روميو تهديدًا بالقتل من تيبالت ابن عم جوليت، توقع ماركيشيو أن يخوض روميو مبارزة مع تيبالت. ومع ذلك، رفض روميو مبارزة تيبالت، لأن روميو الآن يعتبر تيبالت أحد أقرباءه وذلك بسبب زواج روميو السري من جوليت. سخط ماركيشيو على رد فعل روميو المشين والسلبي، فقرر أن يواجه ويقاوم تيبالت بنفسه. حاول روميو ان يتدخل في الامر حتى لا يتأذى أو يصاب أي منهما. ولكن محاولته بائت بالفشل حيث اُصيب ماركيشيو ووقع في ذراع روميو ومات. قبل موته، لعن ماركيشيو كلاً ممن يتنمون لحزبي كابوليت ومونتاج، وهو يبكي. كما قال قبل موته: «اسألن عني غداً، وستجدني في القبور». مما دفع روميو المنكوب من الحزن والغضب إلى ان يقتل تيبالت، مما أدى إلى نفيه من فيرونا وبدء التحول المأساوي للأحداث التي تشكل بقية المسرحية.

## عائلة كابوليت
كابوليت (باللغة الإيطالية، "Capuleti") هي عائلة جولييت في المسرحية، وهي عائلة ثرية من وجهاء مدينة فيرونا، تجدر الإشارة إلى أن عائلة كابوليت غالباً ما يتم تصويرها على أنها هي الجانب «السيء في القصة»، لأنها من يشعل فتيل الصراع والانتقام، بسبب تعصبهم لأسرتهم. 

### جولييت
جولييت هي الشخصية الرئيسية في المسرحية، وهي فتاة ثرية من مدينة فيرونا تقع بحب الشاب روميو من عائلة مونتيغيو من المدينة ذاتها بالرغم من الصراع التاريخي الكبير بين العائلتين. بعد أحداث أليمة تؤدي إلى موت العشيقين روميو وجولييت، تتصالح العائلتان ويقرران بناء تمثالين كبيرين بالذهب لهما ليخلداهما في المدينة.

### اللورد كابوليت
اللورد كابوليت (والد جولييت) هو سيد عائلة كابوليت، وأغنى افرادها. كان متسلط في بعض الأحيان، ومبتهج في أحيان أخرى، يظهر في الحفلة الراقصة تهدئة تيبالت الذي حاول منازعة روميو، ثم يهدده بنفيه خارج العائلة إذا لم يتحكم في أفعاله. ويفعل الشيء نفسه مع ابنته جولييت في وقت لاحق في المسرحية.
في اعتقاد اللورد كابوليت أنه يعرف ما هو الأفضل لجولييت. ويقول أن موافقته على زواجها تعتمد على ما تريده هي، ويقول للكونت باريس إنه إذا أراد الزواج من جولييت فعليه أن ينتظر بعض الوقت ثم يسألها. لكن في وقت لاحق، عندما كانت جولييت تشعر بالحزن تجاه رحيل روميو، كان اللورد كابوليت يعتقد أن حزنها يرجع إلى وفاة تيبالت، وفي محاولة مضللة لرفع معنوياتها، يحاول أن يفاجئها من خلال ترتيب زواج من الكونت باريس. والمشكلة هنا أن والدها متحكم فيها وعليها أن تقبل بهذا الزواج. 
عندما ترفض جوليت الزواج من الكونت باريس، قائلة أنها «لا يمكن أن تفخر أبداً بما تكرهه»، يغضب اللورد كابوليت ويهددها بنفيها من العائلة، لتصبح كقنفذ الشارع. ويدعوها بالعاهرة والحقيرة والصعلوكة؛ ويقول أن إعطاء الله جولييت لهم كان «لعنة» وهو الآن يدرك هو وزوجته بميلاد جولييت أن امتلاك طفل واحد به الكثير من المتاعب (في القصيدة السابقة «التاريخ المأساوي لروميو وجولييت»). 
وبالإضافة إلى تهديدها بنفيها من العائلة، يهدد كابوليت ابنته جولييت بحبسها في السجن إذا لم تطيع أوامر والديها. ثم يستشيط غضبه بعد ذلك ويحدد الزواج في يوم الخميس ويقرر فجأة تقديمه إلى يوم الأربعاء بدافع الغضب. 
تشير أفعال اللورد كابوليت إلى أنه لم يكن يأبه برغبات ابنته حتى الوصول إلى اللحظة التي يراها فيها فاقدة للوعي على سريرها (من المفترض أن تكون ميتة) وبعد ذلك، عندما تكون ميتة بالفعل خلال المشهد النهائي للمسرحية. هو الذي يطلب من اللورد مونتاج المساعدة لإنهاء الخلاف بين العائلتين.

### السيدة كابوليت
زوجة كابوليت هي المتحكمة في منزل كابوليت ووالدة جولييت. إنها تلعب دورًا أكبر من زوجة مونتاج، وتظهر في العديد من مشاهد المسرحية، تتحدث إلى جولييت عن زواجها بالكونت باريس، وفي أحد المشاهد تشبه باريس بالكتاب وجولييت هي الغلاف. ومع ذلك، في المشهد الرابع، يسعدها «اهتمام» كونت باريس بابنتها. 
عندما يُقتل تيبالت على يد روميو، فإنها تعبر السيدة كابوليت عن حزنها الشديد ورغبة قوية في الانتقام من روميو عن طريق تمني الموت له. في وفي المشاهد التلية تغضب جدا من جولييت لرفضها الزواج من الكونت باريس، قائلة: «لا تتكلمي معي، إذا لم أتكلم معكِ، افعل ما تشائين، لأنني انتهيت منكِ». 
بحلول الفصل الأخير، استطاعت كل هذه الأحداث المأساوية في المسرحية أن تتغلب عليها تقريبا، وهنا تأتي الأم الحزينة. التي انجبت جولييت وهي في سن 14 عامًا، وكان زوجها يكبرها بسنوات.

### تيبالت
تيبالت هو الخصم الرئيسي لروميو، وهو ابن شقيق سيدة كابوليت، وابن عم جولييت القصير اللطيف، يظهر في فصل المسرحية الأول، وفي المشهد الأول، يدخل تيبالت ويساعد خدمه، سامبسون وغريغوري، الذين كانوا يتقاتلون في الشارع مع خدم مونتاج وأبراهام وبالثاسار. وعند رؤيتة لبنفوليو (ابن عم روميو) وهو يحاول ايقاف القتال، أشهر تيبالت سيفه ليقاتله، قائلا: ما هذا، تتحدث عن السلام؟ أنا أكره هذه الكلمة كما أكره الجحيم، وكل من ينتمون لحزب مونتاج، وثي. 
وفي وقت لاحق، في الحفل الراقص بقصر كابوليت، كانت أول مرة يتعرف فيها تيبالت على روميو من خلال تمويهه وتنكره، وذكر انه سيقتله إذا لم يمنعه عمه اللورد كابوليه عن ذلك. بعد ذلك أرسل تيبالت رسالة إلى روميو ليتحداه في مبارزة حتى الموت. وفي الفصل الثالث يدخل تيبالت للبحث عن روميو، فقط ليتشاجر ويثير غضب ماركيشيو، الذي كان يسخر من تيبالت قبل أن يدخل المشهد. في بداية المشهد يتجاهل تيبالت ماركيشيو ويواجه روميو، الذي يرفض القتال بسبب زواجه من جولييت. مما زاد من غضب تيبالت أكثر. في حين انه لا يعرف أن روميو لا يستطيع محاربته لأنهم الآن أقرباء. بعد ذلك يفقد ماركيشيو أعصابه ويبدأ في القتال مع تيبالت. حاول روميو وقف القتال عن طريق الإسراع في التدخل بينهما، ولكن دون جدوى حيث طعن تيبالت ماركيشيو وسقط قتيلاً بين ذراعي روميو. غضب روميو وحزن حزناً شديداً على صديقه، مما دفعه إلى قتل تيبالت، مما أدى إلى نفيه بعد ذلك من قبل الأمير. ذُكر بعد ذلك ان تيبالت هو أول ابن عم لجولييت، وذلك عندما ظهرت السيدة كابوليت في المشهد الذي توفى فيه تيبالت حيث ظلت تصرخ وتنادي باسمه حزناً عليه.

## عائلة مونتيجيو
مونتيجيو هي عائلة روميو، وهي أيضاً عائلة ثرية لكنها أقل ثراء من عائلة كابوليت، وبشكل عام يتم تصويرها في المسرحية على أنها «أفضل» من عائلة كابوليت، حيث يصور شكسبير آل مونتيجيو على أنهم أقل غطرسة من آل كابوليت وأقل حماساً للمعارك، وكثيراً ما كانوا يحاولون تجنب القتال كلما أمكنهم ذلك ، وفي بعض الأحيان كانو يحاولون ثني المقاتلين للعودة إلى السلام.

### روميو
روميو هو شاب ايطالي ثري من فيرونا يقع بحب الشابة جولييت من عائلة كابوليت من المدينة ذاتها بالرغم من الصراع التاريخي الكبير بين العائلتين. بعد أحداث أليمة تؤدي إلى موت العشيقين روميو وجولييت، تتصالح العائلتان ويقرران بناء تمثالين كبيرين بالذهب لهما ليخلداهما في المدينة.

### اللورد مونتيجيو
من المفترض أن والد روميو أيضاً كان من الأثرياء، وهو دائماً في عراك وعداء مع كابوليت. ومن الواضح أن مونتاج يحب ابنه بدرجة كبيرة حيث قلق عليه جداً في بداية المسرحية عندما روى لبنفوليو محاولاته لمعرفة مصدر اكتئابه. ثم يتمنى لبنفوليو حظًا أفضل. وبعد ان قتل روميو تيبالت، توسل اللورد مونتاج للأمير للرجوع عن قرار إعدام روميو حيث انه فعل ما كان سيحكم به القانون، وهو قتل تيبالت جزاءً له جراء قتله لميركتيو. ويظهر والد روميو مرة أخرى في نهاية المسرحية ليعبر عن حزنه لفقدانه روميو، بعد أن فقد زوجته نتيجة لحزنها.

### السيدة مونتيجيو
كانت زوجة اللورد مونتاج هي سيدة بيت مونتاج، ووالدة روميو وعمة بينفيليو. وقد ظهرت مرتين في المسرحية: في الفصل الأول، المشهد الأول، وتقوم بمنع مونتاج من الدخول في الشجار بنفسه، وتتحدث فيما بعد مع بينفيليو عن نفس الشجار والنزاع. بعد ذلك عادت لتظهر مع زوجها والأمير في الفصل الثالث، المشهد الأول لترى ما هي المشكلة، وما هي العقوبة التي ستنزل بروميو. بعد ذلك تموت من الحزن بعد فترة وجيزة (كما ورد ذكرها في الفصل الخامس). فقد كانت كثيرة الخوف والقلق على ابنها روميو وكانت سعيدة جدا عندما أخبرها بنفوليو بأن روميو لم يكن متورطا في المشاجرة التي حدثت بين أنصار كابوليت ومونتاج. ومع ذلك، كان روميو لا يشعر بأنه قريب منها كفاية حيث كان غير قادر على طلب المشورة منها. وقد سميت «سيدة مونتاج» وهذه التسمية تعتبر تعديل لاحق في النص حيث لم يرد تسميتها بذلك في النصوص الأقدم للمسرحية.

### بنفوليو
بنفوليو ينحدر من عائلة مونتيغيو ، وهو ابن عم روميو، ويظهر دوره في المسرحية كشاب لطيف صانع للسلام، يخفق في محاولة لمنع القتال بين عائلته وعائلة كابوليت. ويقضي بنفوليو في أول مشاهد المسرحية وهو يحاول تشتيت ابن عمه من افتتانه بجولييت ، وفي المشاهد اللاحقة تظهر محاولاته لمنع المبارزات بين مركيشيو وتيبالت ، ويبرز بنفوليو في المشهد وهو يسحب ميركشيوالمصاب بجروح قاتلة، قبل أن يبلغ روميو بوفاة ميركشيو.
يحاول بنفوليو تخفيف عقوبة روميو ويتوسط لدى الأمير اسكالوس لتكون عقوبة روميو فقط النفي من المدينة وليس عقوبة الإعدام، ثم يختفي من المسرحية.

## شخصيات هامشية

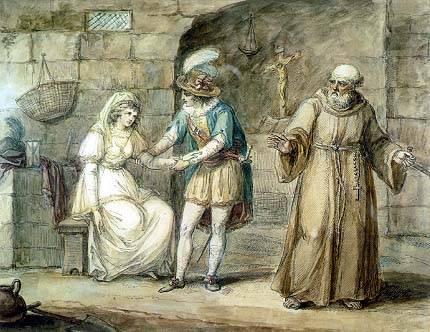
لوحة روميو وجولييت مع الراهب لورنس للرسام هنري بونبوري

### الراهب لورنس
لورانس هو الراهب الذي يلعب دور المستشار الحكيم لروميو وجولييت، كما أنه ساعد في تطورات المكيدة الكبرى. ويستطيع التنبؤ بحدوث الأحداث المأساوية في وقت لاحق من المسرحية مع مناجاة مع النباتات وما يشابهها من البشر. عندما يطلب روميو من الراهب أن يزوجه من جولييت، يصاب بالصدمة، لأنه قبل أيام فقط، كان روميو مفتونًا بروزالين، المرأة التي سرقت قلبه. ومع ذلك، يقرر لورانس عقد الزواج بين روميو وجولييت في محاولة لوقف النزاع بيت عائلتي كابوليت ومونتاج.

### بيتر
بيتر هو الخادم الشخصي للممرضة انجيليكا. ويبدو أنه خادم مخلص، ومطيعًا لها. إنه يلام دائمًا لأنه لا يقاتل ميركتيو من أجل شرف الممرضة، لكنه يصر دائما أنه لا يجب لأحد أن يستغله، ويظهر مرة أخرى في المقطع الرابع، في المشهد الخامس في مشهد هزلي موجز مع عدد من الموسيقيين.

### الممرضة
تعتبر الممرضة شخصية رئيسية في المسرحية، ومثل الراهب فهي شخصية محايدة. كانت هناك تكهنات حول اسمها، وكان كابوليت يشير إليها باسم «أنجيليكا». هي الخادمة الشخصية (والممرضة السابقة) لجولييت. وباعتبارها الشخصية الرئيسية التي قامت بتربية جولييت، فقد أصبحت جولييت صديقتها وبالفعل كانت تمثل لها كما لو كانت والدتها. كانت هي أيضا التي قامت بإرضاع جولييت عندما كانت طفلة.

### روزالين
روزالين هي شخصية غير مجسدة في المسرحية، وعلى الرغم من عدم ظهورها، فإن دورها مهم: لأن عشيقها (روميو) استطاع أن يرى جوليت لأول مرة عندما كان يحاول أن يرى روزالين في تجمع لعائلة كابوليت.
قبل جولييت، كان روميو مفتونًا بشدة بامرأة أخرى سرقت مشاعره. يقارن الأدباء عموماً حب روميو القصير الأمد لروزالين بحبه الأخير لجولييت. روزالين تعني «الوردة الجميلة». الشعر الذي يكتبه لروزالين أضعف بكثير من ذلك الذي يكتبه لجولييت. يعتقد الأدباء أن تجربته المبكرة مع روزالين هيئته لعلاقته مع جولييت. وقد رسمت عروض روميو وجولييت في وقت لاحق صورًا مختلفة لعلاقة روميو وروزالين، حيث قام صانعو الأفلام بجعل شخصية روزالين أكثر وضوحًا.